# Phalangodidae
Los falangódidos (Phalangodidae) son una familia de Opiliones con 22 géneros y más de 100 especies distribuidas por la región holártica.

## Géneros
Se reconocen los siguientes:
- Ausobskya Martens, 1972 — Grecia (4 especies)
- Banksula Roewer, 1949 — California (10 especies)
- Bishopella Roewer, 1927 — sudeste de USA (2 especies)
- Calicina Ubick & Briggs, 1989 — California (25 especies)
- Crosbyella Roewer, 1927 — sudeste de USA (5 especies)
- Glennhuntia Shear, 2001 — oeste de Australia (1 especie)
- Guerrobunus Goodnight & Goodnight, 1945 — México (3 especies)
- Haasus Roewer, 1949 — Israel (1 especie)
- Lola Kratochvíl, 1937 — Croacia (1 especie)
- Maiorerus Rambla, 1993 — islas Canarias (1 especie)
- Microcina Briggs & Ubick, 1989 — California (6 especies)
- Paralola Kratochvíl, Balat & Pelikan, 1958 — Bulgaria (1 especie)
- Phalangodes Tellkampf, 1844 — Kentucky, Cuba? (2 especies)
- Phalangomma Roewer, 1949 — Virginia (1 especie)
- Proscotolemon Roewer, 1916 — Japón (1 especie)
- Ptychosoma Sørensen, 1873 — España, Italia y norte de África (2 especies)
- Scotolemon Lucas, 1860 — Mediterráneo (13 especies)
- Sitalcina Banks, 1911 — California (9 especies)
- Texella Goodnight & Goodnight, 1942 — Texas, California, Oregón, Nuevo México (28 especies)
- Tolus Goodnight & Goodnight, 1942 — Tennessee (1 especie)
- Undulus Goodnight & Goodnight, 1942 — Alabama (1 especie)
- Wespus Goodnight & Goodnight, 1942 — Arkansas (1 especie)